# Odznaka „Za zasługi dla celnictwa PRL”
Odznaka „Za Zasługi dla Celnictwa PRL” – polskie resortowe odznaczenie cywilne okresu PRL – odznaka honorowa, nadawana za szczególne zasługi dla celnictwa.
Odznaka została ustanowiona uchwałą Rady Ministrów nr 96 z 22 kwietnia 1974. Odznaka posiadała trzy stopnie: złota, srebrna i brązowa. Zarządzeniem Ministra Handlu Zagranicznego i Gospodarki Morskiej z 27 kwietnia 1974 ustalono wzór odznaki oraz zasady i tryb jej nadawania.
Uchwała o ustanowieniu odznaki została uchylona z dniem 4 czerwca 2000 rozporządzeniem Rady Ministrów z 17 kwietnia 2000 ustanawiającym Odznakę „Zasłużony dla Służby Celnej”.

## Zasady nadawania
Odznaka mogła być nadana odznaczającym się wysokim poziomem moralnym pracownikom administracji celnej za długoletnią nienaganną pracę lub osiągnięcia w pracy zawodowej, jak również osobom spoza administracji celnej, które swą pracą albo działalnością w szczególny sposób przyczyniły się do zapewnienia ochrony celnej interesów Państwa, a w szczególności:
- zapobiegły lub przyczyniły się do zapobieżenia nielegalnemu przewozowi przez granicę państwową materiałów i publikacji zawierających tajemnicę państwową lub służbową bądź mogących służyć celom sprzecznym z dobrem i interesami Polskiej Rzeczypospolitej Ludowej;
- zapobiegły naruszeniu przepisów prawnych z zakresu ochrony zdrowia ludzkiego, ochrony zwierząt, roślin, dóbr kultury czy interesu dewizowego;
- przyczyniły się do zapobieżenia nieprawidłowościom w obrocie towarowym z zagranicą, wskutek których mógłby ucierpieć interes społeczny;
- w inny sposób przyczyniły się do osiągnięć w realizacji zadań organów celnych.

Odznaka nadawana była przez Ministra Handlu Zagranicznego i Gospodarki Morskiej, z okazji Święta Odrodzenia Polski (22 lipca), a w innych terminach tylko w szczególnie uzasadnionych wypadkach.
Przy nadawaniu odznaki należało zachować kolejność w stopniach (brązowa, srebrna, złota), w szczególnie uzasadnionych wypadkach można było odstąpić od zachowania kolejności. Odznaka kolejnego stopnia mogła być nadana tylko raz. Wraz z odznaką wręczano legitymację stwierdzającą przyznanie odznaki.
Pracownicy organów celnych wyróżnieni nadaniem odznaki korzystali z pierwszeństwa przy przyznawaniu kolejnych grup uposażenia, przenoszeniu na wyższe stanowiska służbowe i przedstawianiu wniosków o nadanie orderów i odznaczeń państwowych.
Minister mógł pozbawić odznaki w razie stwierdzenia, że nadanie nastąpiło wskutek wprowadzenia w błąd lub że osoba wyróżniona stała się niegodna posiadania odznaki.

## Opis odznaki
Odznaka „Za Zasługi dla Celnictwa PRL” ma kształt kolisty z ośmioma symetrycznie rozłożonymi, ozdobnymi występami, wykonana jest z metalu w odpowiednim do stopnia kolorze. Cztery naprzeciwległe występy (rozłożone w formie litery X) pokryte są emalią w kolorze ciemnozielonym, na pozostałych zaś czterech występach jest wygrawerowany ornament liści dębu. Skrajna odległość naprzeciwległych występów wynosi 34 mm. Na awersie znajduje się stylizowana mapa Polski w kolorze ciemnozielonym, na tle której umieszczona jest laska Merkurego w otoczeniu z jednej strony liści laurowych, z drugiej zaś dębowych. Wokół mapy, w kolistym pasku koloru białego, znajduje się napis: ZA ZASŁUGI DLA CELNICTWA PRL.
Odznaka jest zawieszona na ciemnozielonej wstążce o szerokości 37 mm, z pionowym paskiem środkowym o szerokości 12 mm koloru czerwonego oraz dwoma białymi paskami o szerokości 3 mm po bokach.
Odznakę noszono na lewej stronie piersi, w kolejności po odznaczeniach państwowych.